# Statuto di San Leucio
(dallo Statuto di San Leucio)
Lo Statuto di San Leucio o Codice leuciano, firmato nel 1789 da Ferdinando IV di Borbone, è una raccolta di leggi che, nel Regno di Napoli, regolamentavano la Real Colonia di San Leucio, sorta sulla omonima collina acquistata, nel 1750, da Carlo di Borbone, poi III di Spagna e adibita alla lavorazione su scala industriale della seta. 
Il codice, redatto da Antonio Planelli, nativo di Bitonto (Ba), intellettuale, musicista e presbitero dell'entourage della regina Maria Carolina d'Asburgo-Lorena, fu il frutto del dispotismo illuminato che caratterizzò, fino alla scoppio della Rivoluzione francese, la corte borbonica napoletana. Come testimoniato da Eleonora Pimentel Fonseca in un suo sonetto in lode del Codice, esso fu voluto (si vedano per questo gli studi della giornalista e professoressa Nadia Verdile in Bibliografia) dalla sovrana asburgica nell'ambito delle poderose riforme in tema di diritto che in quegli anni si andavano facendo nel Regno di Napoli. Fu edito dalla Stamperia Reale del Regno di Napoli in 150 esemplari. Il testo, in cinque capitoli e ventidue paragrafi, rispecchia le aspirazioni del dispotismo illuminato dell'epoca a interpretare gli ideali di uguaglianza sociale ed economica, e pone grande attenzione al ruolo della donna tanto da sancirne l'uguaglianza con gli uomini, per la prima volta nella cultura occidentale.